# بطولة ويمبلدون 2000
هنا قائمة ببطولات ويمبلدون سنة 2000:

## الكبار

### فردي رجال
بيت سامبراس هزم  باتريك رافتر 6-7(10-12) 7-6(7-5) 6-4 6-2

### فردي سيدات
فينوس ويليامز هزم  ليندسي دافنبورت 6-3 7-6(7-3)

### زوجي رجال
تود وودبريدج و مارك وودفورد هزم  بول هارهويس و ساندون ستول 6-3 6-4 6-1

### زوجي سيدات
سيرينا ويليامز و فينوس ويليامز هزم  جولي هالارد ديكوجيس و آي سوجاياما 6-3 6-2

### زوجي مختلط
دونالد جونسون و كيمبرلي بو هزم  لايتون هيويت و كيم كلايجستيرس 6-4 7-6(7-3)

## الشباب

### فردي أولاد
نيكولا مايو هزم  ماريو إنتيتش 3-6 6-3 7-5

### فردي بنات
ماريا إيميليا سلاريناي هزم  تاتيانا بيريباينس 6-4 7-5

### زوجي أولاد
Dominique Coene و كريستوف فليجن هزم  أندرو بانكس ‏ و بنيامين رايبي 6-3 1-6 6-3

### زوجي بنات
أيوانا غاسبار إيفان و تاتيانا بيريباينس هزم  داجا بيدانوفا و ماريا إيميليا سلاريناي 7-6(7-2) 6-3